# Беллуш, Мартин
Мартин Беллуш (словац. Martin Belluš; 8 октября 1911, Словенска Люпча, Австро-Венгрия — 26 марта 1977, Липтовски-Микулаш, Чехословакия) — чехословацкий врач-хирург.

## Биография
Родился 8 октября 1911 года в местечке Бёмиш-Люпш (ныне Словенска Люпча, Банскобистрицкий край). Родители: Самуэль Беллуш-старший (1877—1939) и Юлия Беллушова (в девичестве Давидова). Был также брат Самуэль Беллуш-младший (1916—1998).
Учился в средней школе города Банска-Бистрица, окончил в 1936 году медицинский факультет университета Братиславы (степень доктора получил в 1946 году). Ассистент в хирургическом отделении больницы в Банске-Бистрице в 1936—1937 годах, с 1937 по 1944 годы ассистент на кафедре хирургии медицинского факультета университета Братиславы. С 1943 по 1944 годы стажировался в Швейцарии.
В дни Словацкого национального восстания был участником партизанского движения и руководитель партизанской больницы в Подбрезове до 1945 года. После войны продолжил работу в Балаже, Тренчине и Ружомбероке как хирург. В 1954 году отправлен в тюрьму по ложному доносу, отбывал наказания в Ружомбероке, Жилине, Илаве и Нитре, амнистирован в 1956 году. В 1958 году перебрался в Жьяр-над-Гроном, где продолжил свою медицинскую деятельность. С 1973 по 1975 годы работал главой хирургического отделения больницы в Нова-Бане.
Беллуш был специалистом по хирургии щитовидной железы и брюшной полости, многократно публиковался, был автором двух крупных работ, многочисленных статей и исследований. Начал писать учебник для хирургов, который остался лишь в рукописях.
Скончался 26 марта [1977 года в городе Липтовски-Микулаш.
Кавалер ордена Словацкого национального восстания 2 степени и Чехословацкого военного креста 1939 года.

## Научные труды
- Indikácia na chirurgickú liečbu v internej medicíne, Bratislava r. 1945
- Najčastejšie komplikácie pri resekcii žalúdka, Bratislava r. 1945